# El Kerma
El Kerma là một đô thị thuộc tỉnh Oran, Algérie. Dân số thời điểm năm 2002 là 13.637 người.